# I després li van dir el Magnífic
 I després li van dir el Magnífic  (títol original: E poi lo chiamarono El Magnifico) és una pel·lícula italo-franco-iugoslava dirigida per E.B. Clucher, estrenada el 1972. Ha estat doblada al català.

## Argument
Sir Thomas Moore, una mica tendre, és enviat a l'Oest americà esperant convertir-se en un home, però prefereix la poesia als trets i la bicicleta al cavall. Un dia, xoca amb el pistoler Morton que cobeja la seva promesa.

## Repartiment
- Terence Hill: Sir Thomas Fitzpatrick Philip Moore anomenat Tom
- Gregory Walcott: Bull Schmidt
- Yanti Sommer: Candida Olsen
- Dominic Barto: Monkey Smith
- Harry Carey Jr.: Reverend Holy Joe
- Enzo Fiermonte: Frank Olsen
- Danika la Loggia: Iris
- Riccardo Pizzuti: Morton Clayton
- Jean Louis: Liguett, el vigilant de la prison
- Pupo de Luca: El director de la presó
- Alessandro Sperli: Tim
- Salvatore Borgese: Cacciatore di Taglie
- Steffen Zacharias: Stalliere

## Al voltant de la pel·lícula
- Amb aquesta pel·lícula Terence Hill abandona la seva imatge de pistoler de fi gallet per interpretar aquí un personatge més instruït i més distingit que aprèn només a defensar-se i a manejar el revòlver i contra la seva voluntat.
- La pel·lícula, que té lloc a l'Oest americà, va ser rodada en realitat a Iugoslàvia.
- Harry Carey Jr. havia interpretat el pare de Trinidad i Bambino a Encara li deien Trinidad, del mateix Enzo Barboni. Quant a Salvatore Borgese, interpretarà amb el duo Terence Hill-Bud Spencer a Parell i imparell i Chi trova un amico, trova un tesoro.